# Гостробури
Гостробу́ри — село в Україні, у Лебединській міській громаді Сумського району Сумської області. Населення становить 7 осіб. До 2020 орган місцевого самоврядування — Межиріцька сільська рада.

## Географія
Село Гостробури знаходиться неподалік від витоків річки Ворожба. За 0,5 км розташоване село Маньки.

## Історія
12 червня 2020 року, відповідно до Розпорядження Кабінету Міністрів України № 723-р «Про визначення адміністративних центрів та затвердження територій територіальних громад Сумської області», увійшло до складу Лебединської міської територіальної громади.
19 липня 2020 року, після ліквідації Лебединського району, село увійшло до Сумського району.